# (10322) Mayuminarita
(10322) Mayuminarita (1990 VT1) – planetoida z pasa głównego asteroid okrążająca Słońce w ciągu 3 lat i 233 dni w średniej odległości 2,36 j.a. Została odkryta 11 listopada 1990 roku. Przed nadaniem nazwy planetoida nosiła oznaczenie tymczasowe (10322) 1990 VT1